# Microlophus thoracicus
La Iguana Tschudi Del Pacífico o lagartija de los gramadales (Microlophus thoracicus) es una especie de reptil escamoso que pertenece a la familia Tropiduridae. Es endémica de Perú.

## Subespecies
Según Reptile Database:
- Microlophus thoracicus icae Dixon & Wright, 1975
- Microlophus thoracicus talarae Dixon & Wright, 1975
- Microlophus thoracicus thoracicus (Tschudi, 1845)